# 海龜群島 (密克羅尼西亞聯邦)
海龜群島是西太平洋島國密克羅尼西亞聯邦的群島，屬於加羅林群島的一部分，位於烏利西環礁以東13公里，由3個島嶼組成，總土地面積0.4平方公里，島上無人居住。